# Chelsea, Alabama
Chelsea je mesto, ki se nahaja v okrožju Shelby v ameriški zvezni državi Alabama.
Leta 2000 je naselje imelo 2.949 prebivalcev na 26,1 km².